# Cyrestis borneensis
Cyrestis borneensis är en fjärilsart som beskrevs av Martin 1903. Cyrestis borneensis ingår i släktet Cyrestis och familjen praktfjärilar. Inga underarter finns listade i Catalogue of Life.